# أولسالازين
أولسالازين Olsalazine هو أولسالازين الصوديوم.

## الزمرة الدوئية
مضاد التهاب، مشتق من مركب 5-أمينوساليسيلك أسيد.

## الاستعمال
الحفاط على هجوع التهاب الكولون القرحي عند المريض الذي لم يتحمل تناول محضر سلفاسالازين.

## مضادات الاستطباب
فرط الحساسية للساليسيلات.

## الآلية
موضعية أكثر من كونها جهازية.

## الآثار الجانبية
-	تحدث بنسبة تزيد عن 10%:
1. هضمية: معص، إسهال، ألم بطني.

-	تحدث بنسبة 1-10%:
1. عصبية مركزية: صداع، تعب، اكتئاب.
2. جلدية: طفح، حكة.
3. هضمية: غثيان، تخمة، غازات بطنية، قمه.
4. عصبية عضلية: آلام مفصلية.

-	تحدث بنسبة أقل من 1%:
1. عصبية مركزية: حمى.
2. هضمية: إسهال مدمى.
3. دموية: اعتلالات دموية.
4. كبدية: التهاب الكبد.

## فرط الجرعة/الانسمام
نقص الفعالية الحركية وإسهال.

## الحركيات الدوائية
- الامتصاص: أقل من 3%.
- الارتباط البروتيني: عالي.
- الاستقلاب: يستقلب معظمه بواسطة الجراثيم الكولونية متحواً إلى مستقلب فعال هو 5-أمينوساليسيلك أسيد.
- العمر النصفي: 56 دقيقة.
- الإطراح: مع البراز.

## الجرعة
البالغين (فموي): 1غ/يوم تقسم على دفعتين. تؤخذ مع الطعام ويراجع الطبيب في حال حصول ارتكاس أرجي.

## الحمل
ينتمي لأدوية المجموعة C.

## تحذيرات
- يستخدم بحذر عند المريض المتحسس للساليسيلات أو للسولفاسالازين أو للميزالامين.
- من الشائع أن يسبب الإسهال كتأثير جانبي تالي لتناوله.

## التداخلات المخبرية
يسبب تناوله ارتفاع تراكيز SGPT-SGOT في المصل.

## المستحضرات الصيدلانية
- كبسول: 250 ملغ.